# Melanconis commutata
Melanconis commutata är en svampart som beskrevs av Petr. 1952. Melanconis commutata ingår i släktet Melanconis och familjen Melanconidaceae.   Inga underarter finns listade i Catalogue of Life.